# Claudio Galli
Claudio Galli (Milão, 12 de julho de 1965) é um ex- jogador de vôlei de praia e ex-voleibolista indoor da Itália campeão europeu em 1993, bicampeão na Liga Mundial em 1991 e 1992 e campeão da Copa dos Campeões de 1993 no Japão.

Galli competiu nos Jogos Olímpicos de 1988 e 1992.
Em 1988, ele participou de sete jogos e o time italiano finalizou na nona colocação na competição olímpica. Quatro anos depois, ele jogou em quatro confrontos e terminou na quinta posição com o conjunto italiano no campeonato olímpico de 1992.
Em 1995, formou dupla com Fabio Vullo no Cirtuito Mundial na série realizada em Lignano Sabbiadoro.

## Premiações individuais
- 1990: Campeonato Mundial de Clubes – MVP